# Bitter Tears (The Shuffles)
Bitter tears is de tweede single van The Shuffles.
Het lied is geschreven door twee groepsleden. Hank Hillman stond voor gitarist Henk van den Heuvel. Harry L. Empty stond voor Harry van Liempt de bassist. De zangstem van Albert West is duidelijk te horen.
De B-kant Run, run, run, fly, fly, fly is een cover van Ben Findons lied geschreven voor The Family Dogg , die het in 1969 opnamen. Hij zou eind jaren zeventig bemoeienissen hebben met de carrière van The Nolans en Billy Ocean.
Beide liedjes werden gearrangeerd door Rinus van Galen (Martin Gale).

## Hitnotering

### Nederlandse Top 40
| Positie: | 27 | 12 | 8 | 8 | 10 | 12 | 13 | 22 | 24 | uit |

### NederlandseHilversum 3 Top 30
| Positie: | 17 | 9 | 7 | 10 | 12 | 14 | 23 | 29 | uit |

### BelgischeBRT Top 30
Deze lijst begon in mei 1970 met publiceren, toen de verkoop van dit plaatje haar piek al had gehad.

### Voorloper VlaamseUltratop 30
| Positie: | 14 | 11 | 11 | 11 | 16 | uit |